# Kuuse
Koordinaten: 58° 21′ N, 22° 12′ O
Kuuse ist ein Dorf (estnisch küla) auf der größten estnischen Insel Saaremaa. Es gehört zur Landgemeinde Saaremaa (bis 2017: Landgemeinde Lääne-Saare) im Kreis Saare.

## Beschreibung
Das Dorf hat 24 Einwohner (Stand 1. Januar 2016). Nördlich des Dorfes liegt der Badesee Karujärv.
In Kuuse befindet sich das Verwaltungszentrum für die Staatsforsten der Insel Saaremaa (RMK Saaremaa metskond). Es untersteht dem estnischen Umweltministerium.